# Římskokatolická farnost Vysočany u Blanska
Římskokatolická farnost Vysočany u Blanska (do roku 2004 Římskokatolická farnost Vysočany) je územní společenství římských katolíků v obci Vysočany s farním kostelem svatého Cyrila a Metoděje. Farnost je součástí blanenského děkanství v rámci brněnské diecéze.

## Území farnosti
- Vysočany – farní kostel svatého Cyrila a Metoděje

## Historie farnosti
Obec Vysočany má dvě části, a to Housko a Molenburk (ze kterých vznikla v roce 1964 obec Vysočany). Osada Housko je poprvé zmiňována roku 1371. Stával zde kostel, který byl roku 1437 vypálen husity a ještě ve druhé polovině 16. století byl pustý. Vesnice Molenburk byla založena roku 1724. Obec patřila do farnosti Protivanov, od roku 1784 do farnosti Sloup. Díky iniciativě věřících a sloupského faráře P. Aloise Wolfa byla roku 1864 zahájena výstavba kostela, který byl vysvěcen roku 1873. Prvním farářem se stal roku 1877 P. Vendelín Hrubý. 

## Duchovní správci
Přehled farářů je znám od roku 1877. Mezi léty 1984–1997 zde působil P. Jan Topenčík známý svými příspěvky Z deníku venkovského faráře pro české vysílání Rádia Vatikán. Od roku 2003 do července 2014 zde jako farář působil R. D. Mgr. Marcel Javora.Od 1. srpna 2014 byl jako administrátor excurrendo ustanoven R. D. Mgr. Zdeněk Fučík, farář ve farnosti Protivanov. Od srpna 2020 byl ustanoven farářem R. D. Jiří Hének, který zde působil do srpna 2024. K září 2024 se administrátorem excurrendo stal Pavel Sobotka, farář z farnosti Protivanov.
Ve farnosti také od roku 2007 působí trvalý jáhen Mgr. Bořivoj Sekanina.

## Bohoslužby
| Kostel                    | Místo     | Bohoslužba (den)      | Hodina     | Poznámka     |
| ------------------------- | --------- | --------------------- | ---------- | ------------ |
| svatého Cyrila a Metoděje | Molenburk | neděle pondělí středa | 9.30 18.00 | Farní kostel |

## Kněží pocházející z farnosti
V letech 1853 až 1938 bylo vysvěceno celkem 10 kněží pocházejících z dnešních Vysočan.

## Aktivity ve farnosti
Každoročně se koná tříkrálová sbírka, v roce 2015 se při ní vybralo 22 205 korun. V roce 2017 dosáhl výtěžek sbírky 27 163 korun.
Den vzájemných modliteb farností za bohoslovce a bohoslovců za farnosti brněnské diecéze i Adorační den připadá na 6. září.

## Fotogalerie

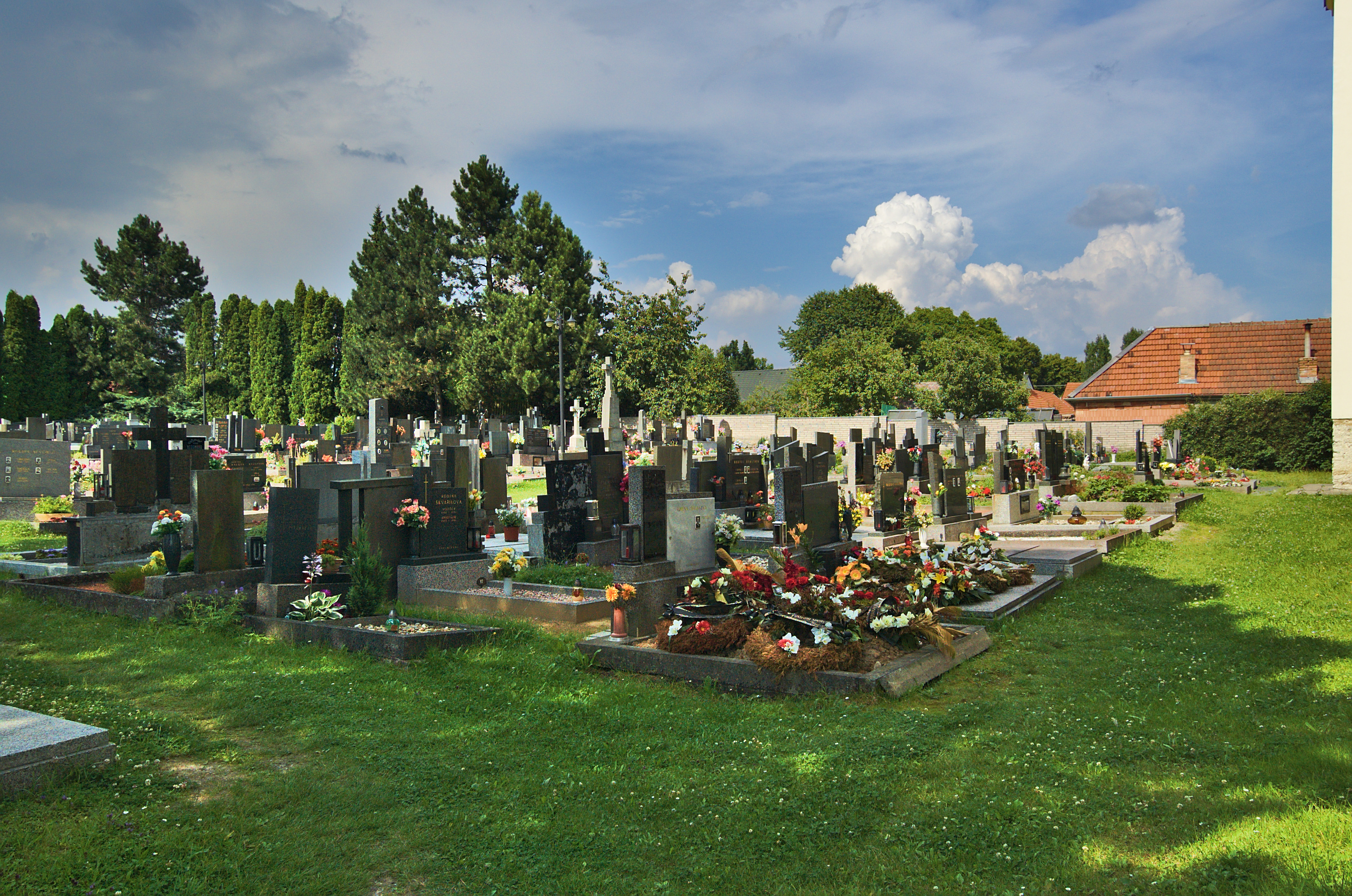
Hřbitov za kostelem
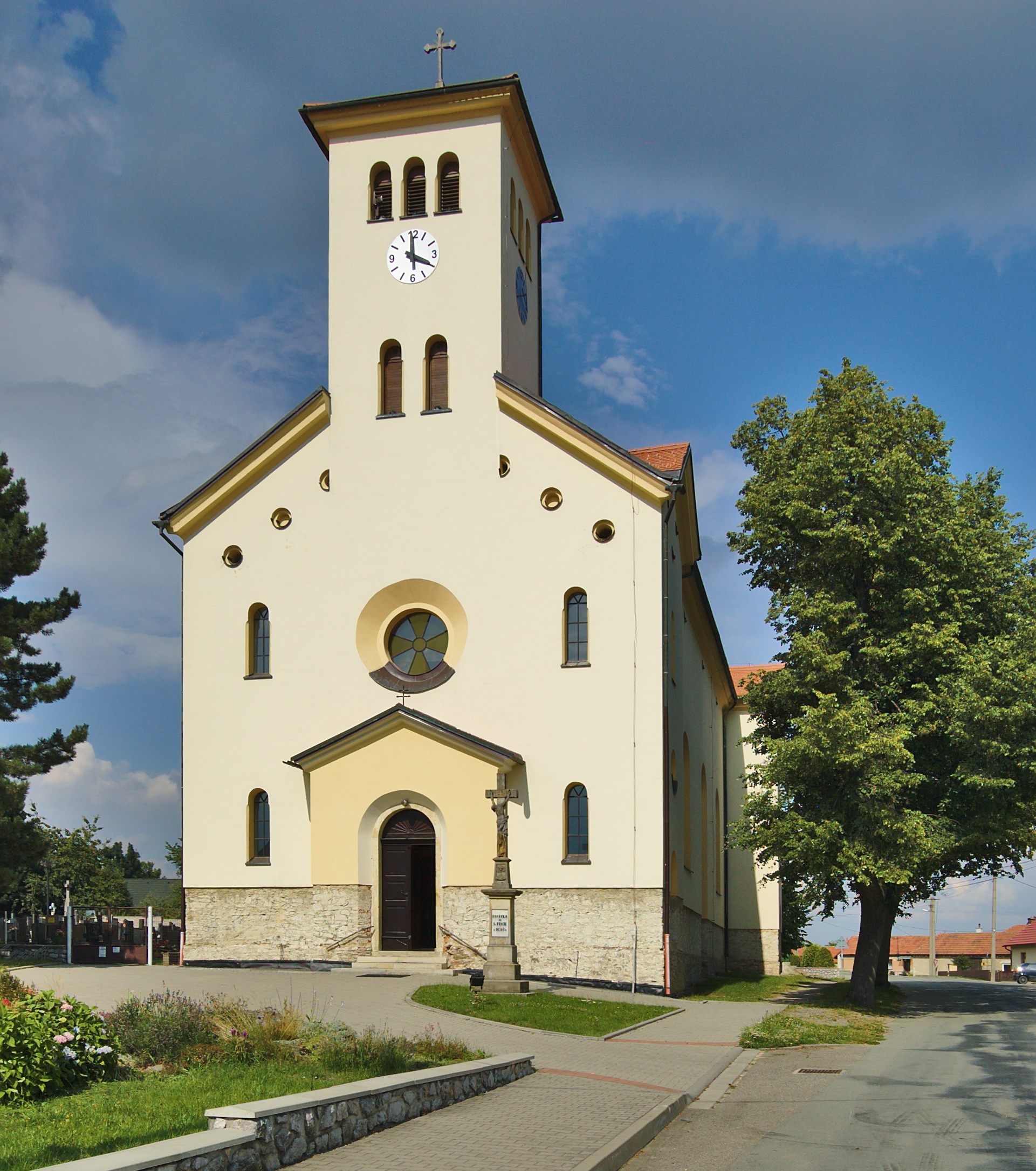
Kostel svatých Cyrila a Metoděje, Molenburk, Vysočany
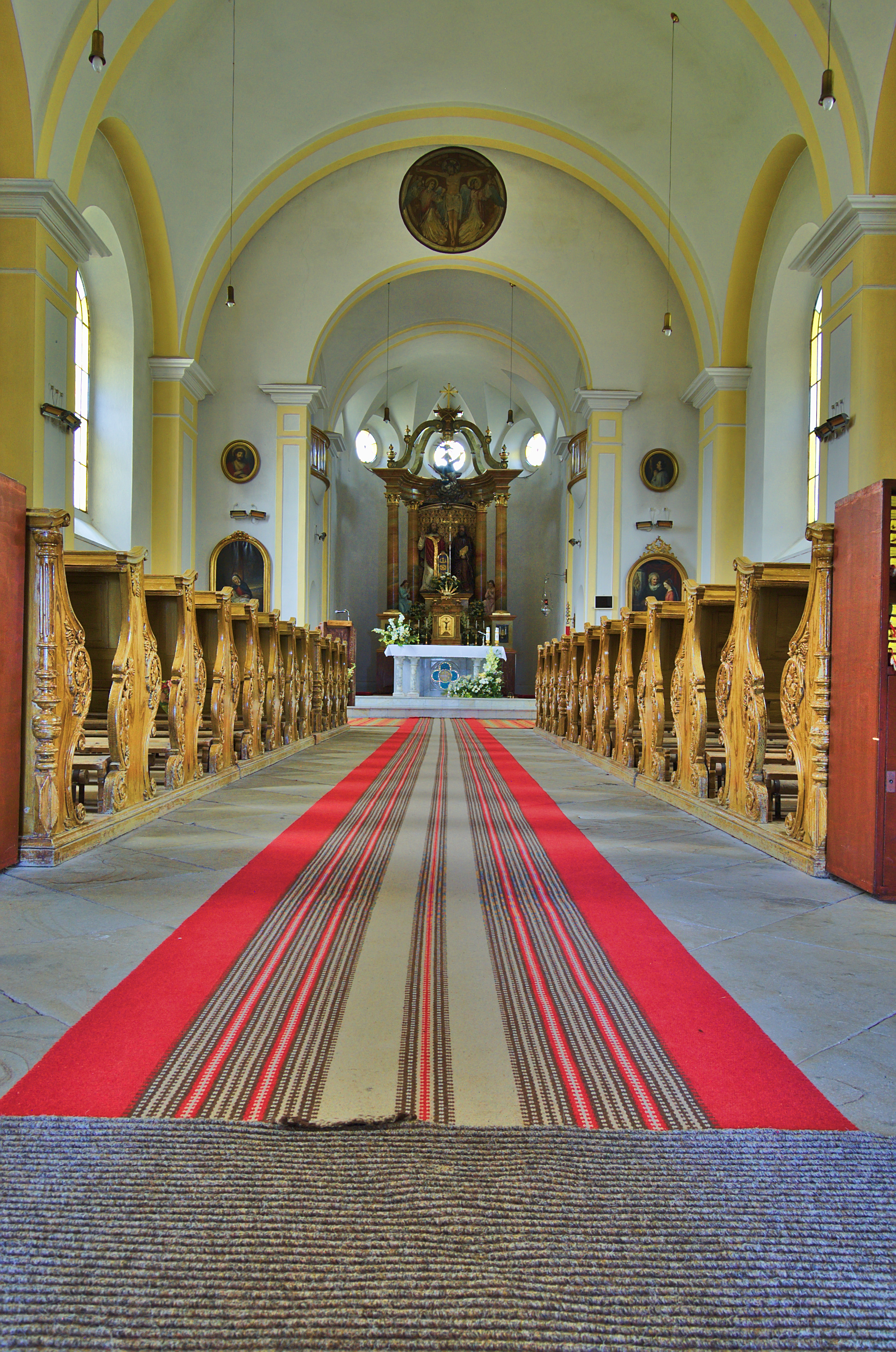
Interiér kostela
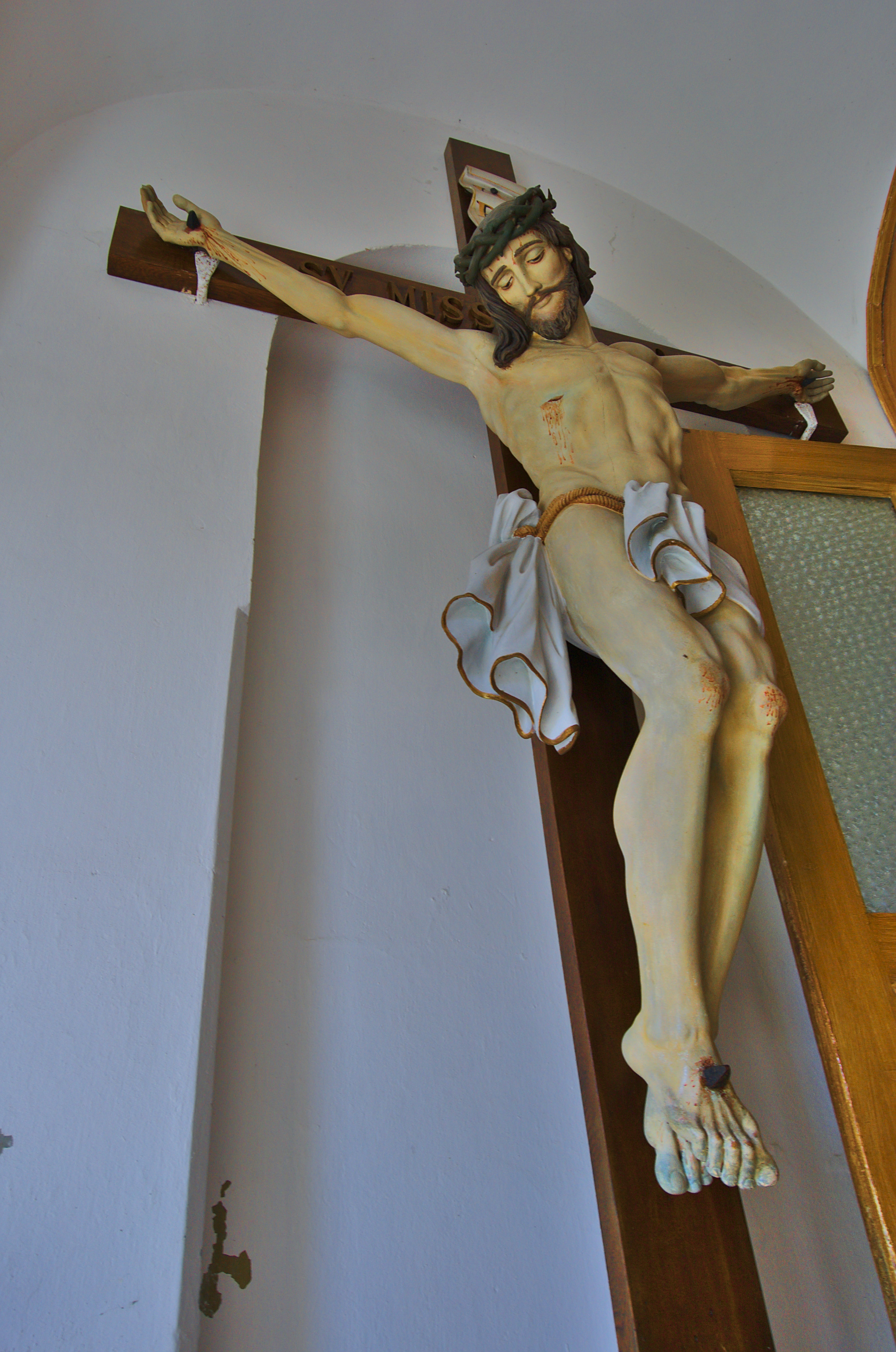
Ukřižovaný Ježíš ve vchodu do kostela